# ديفيد كامبل (عازف كلارينيت)
ديفيد كامبل (بالإنجليزية: David Campbell)‏ هو عازف كلارينيت بريطاني، ولد في 15 أبريل 1953.

## وصلات خارجية
- الموقع الرسمي
- ديفيد كامبل على موقع ميوزك برينز (الإنجليزية)
- ديفيد كامبل على موقع أول ميوزيك (الإنجليزية)
- ديفيد كامبل على موقع ديسكوغز (الإنجليزية)